# 暴力團排除條例
暴力團排除條例（日語：暴力団排除条例（ぼうりょくだんはいじょじょうれい））是防止日本暴力團繼續造成治安的問題，以藉此帶來所有日本人民、社會及企業等更多保障，目前日本全國幾乎已全面實施此條款。

## 都道府縣制定的條款
| 都道府縣 | 條款 (中文翻譯)                      | 條款 (日文原名)                              |
| -------- | ------------------------------------ | -------------------------------------------- |
| 北海道   | 北海道關於推進排除暴力團的條例       | 北海道暴力団の排除の推進に関する条例         |
| 青森縣   | 青森縣暴力團排除條例                 | 青森県暴力団排除条例                         |
| 秋田縣   | 秋田縣暴力團排除條例                 | 秋田県暴力団排除条例                         |
| 岩手縣   | 岩手縣暴力團排除條例                 | 岩手県暴力団排除条例                         |
| 山形縣   | 山形縣暴力團排除條例                 | 山形県暴力団排除条例                         |
| 宮城縣   | 宮城縣暴力團排除條例                 | 宮城県暴力団排除条例                         |
| 福島縣   | 福島縣暴力團排除條例                 | 福島県暴力団排除条例                         |
| 新潟縣   | 新潟縣暴力團排除條例                 | 新潟県暴力団排除条例                         |
| 石川縣   | 石川縣暴力團排除條例                 | 石川県暴力団排除条例                         |
| 富山縣   | 富山縣暴力團排除條例                 | 富山県暴力団排除条例                         |
| 福井縣   | 福井縣暴力團排除條例                 | 福井県暴力団排除条例                         |
| 茨城縣   | 茨城縣暴力團排除條例                 | 茨城県暴力団排除条例                         |
| 千葉縣   | 千葉縣暴力團排除條例                 | 千葉県暴力団排除条例                         |
| 櫪木縣   | 櫪木縣暴力團排除條例                 | 栃木県暴力団排除条例                         |
| 群馬縣   | 群馬縣暴力團排除條例                 | 群馬県暴力団排除条例                         |
| 埼玉縣   | 埼玉縣暴力團排除條例                 | 埼玉県暴力団排除条例                         |
| 神奈川縣 | 神奈川縣暴力團排除條例               | 神奈川県暴力団排除条例                       |
| 東京都   | 東京都暴力團排除條例                 | 東京都暴力団排除条例                         |
| 靜岡縣   | 靜岡縣暴力團排除條例                 | 静岡県暴力団排除条例                         |
| 山梨縣   | 山梨縣暴力團排除條例                 | 山梨県暴力団排除条例                         |
| 長野縣   | 長野縣暴力團排除條例                 | 長野県暴力団排除条例                         |
| 岐阜縣   | 岐阜縣暴力團排除條例                 | 岐阜県暴力団排除条例                         |
| 愛知縣   | 愛知縣暴力團排除條例                 | 愛知県暴力団排除条例                         |
| 三重縣   | 三重縣暴力團排除條例                 | 三重県暴力団排除条例                         |
| 和歌山縣 | 和歌山縣暴力團排除條例               | 和歌山県暴力団排除条例                       |
| 京都府   | 京都府暴力團排除條例                 | 京都府暴力団排除条例                         |
| 大阪府   | 大阪府暴力團排除條例                 | 大阪府暴力団排除条例                         |
| 奈良縣   | 奈良縣暴力團排除條例                 | 奈良県暴力団排除条例                         |
| 滋賀縣   | 滋賀縣暴力團排除條例                 | 滋賀県暴力団排除条例                         |
| 兵庫縣   | 暴力團排除條例                       | 暴力団排除条例                               |
| 岡山縣   | 岡山縣暴力團排除條例                 | 岡山県暴力団排除条例                         |
| 廣島縣   | 廣島縣暴力團排除條例                 | 広島県暴力団排除条例                         |
| 鳥取縣   | 鳥取縣暴力團排除條例                 | 鳥取県暴力団排除条例                         |
| 島根縣   | 島根縣暴力團排除條例                 | 島根県暴力団排除条例                         |
| 山口縣   | 山口縣暴力團排除條例                 | 山口県暴力団排除条例                         |
| 愛媛縣   | 愛媛縣暴力團排除條例                 | 愛媛県暴力団排除条例                         |
| 香川縣   | 香川縣暴力團排除協進條例             | 香川県暴力団排除推進条例                     |
| 德島縣   | 德島縣暴力團排除條例                 | 徳島県暴力団排除条例                         |
| 高知縣   | 高知縣暴力團排除條例                 | 高知県暴力団排除条例                         |
| 福岡縣   | 福岡縣暴力團排除條例                 | 福岡県暴力団排除条例                         |
| 佐賀縣   | 佐賀縣關於防止暴力團事務所等的條例   | 佐賀県暴力団事務所等の開設の防止に関する条例 |
| 長崎縣   | 長崎縣關於排除暴力團事務所等的條例   | 長崎県暴力団事務所等の排除に関する条例       |
| 大分縣   | 大分縣暴力團排除條例                 | 大分県暴力団排除条例                         |
| 熊本縣   | 熊本縣暴力團排除條例                 | 熊本県暴力団排除条例                         |
| 宮崎縣   | 宮崎縣暴力團排除條例                 | 宮崎県暴力団排除条例                         |
| 鹿兒島縣 | 鹿兒島縣關於推進暴力團排除活動的條例 | 鹿児島県暴力団排除活動の推進に関する条例     |
| 沖繩縣   | 沖繩縣暴力團排除條例                 | 沖縄県暴力団排除条例                         |

除以上條例外，一部分市區町村也獨自制定並實施了類似的條例。

## 關聯條目
- 暴力團
- 電視劇《脫黑～不再當黑社會～》

## 外部連結
- 東京都暴力団排除条例 （页面存档备份，存于） - 東京都例規集
- 「東京都暴力団排除条例」の制定について - 東京都警視廳
- 平成22年の暴力団情勢 （页面存档备份，存于） - 日本警察廳